# 牛鉤虫
牛鉤虫（うしこうちゅう、学名：Bunostomum phlebotomum）とは、ウシの小腸に寄生する線虫の1種。感染経路は主に経皮感染であるが経口感染も起こる。寄生されたウシでは吸血による貧血、浮腫を呈するため、病原性は強い。プレパテント・ピリオドは40〜60日。